# Przemysław Owczarek
Przemysław Owczarek (ur. 28 października 1975 w Łodzi) – polski poeta i antropolog kultury. Absolwent Studium Literacko-Artystycznego UJ, doktor nauk humanistycznych, wykładowca, redaktor naczelny Kwartalnika Artystyczno-Literackiego Arterie.
Odpowiada za Dział Kultur Miejskich w Muzeum Archeologicznym i Etnograficznym w Łodzi. Autor książki naukowej o kulcie Jana Pawła II na Podhalu. Artykuły naukowe i krytyczne publikował w: Tyglu Kultury, Literaturze Ludowej, Magazynie Sztuki, Formacie, Barbarzyńcy, publikacjach pokonferencyjnych. Wiersze i prozę Owczarek publikował w: Tyglu Kultury, Wakacie, Studium, Odrze, Twórczości, Kresach (łódzkim dodatku Gazety Wyborczej). Laureat ogólnopolskich konkursów poetyckich, między innymi: im. C.K. Norwida (Pruszków), im. Z. Herberta (Toruń), im. Z. Dominiaka (Łódź), im. W. Sułkowskiego (Łódź), im. T.J. Pajbosia (Warszawa), im H. Poświatowskiej (Częstochowa), im. K.K. Baczyńskiego (Łódź) oraz laureat główny Ogólnopolskiego Konkursu Poetyckiego im J. Bierezina w 2006. W grudniu 2007 wydawnictwo Zielona Sowa opublikowało debiutancki tom poetycki Owczarka, zatytułowany Rdza, który zajął trzecie miejsce w Ogólnopolskim Konkursie Literackim Złoty Środek Poezji 2008 na najlepszy poetycki debiut książkowy 2007. Nominowany do Nagrody Literackiej Gdynia 2010 za tom Cyklist. Laureat Nagrody Złotego Pióra im. Jerzego Katarasińskiego w 2010 roku. W 2012 jego tom Pasja został nominowany do Orfeusza – Nagrody Poetyckiej im. K.I. Gałczyńskiego za najlepszy tom roku. Od maja 2016 roku pełnił funkcję dyrektora Domu Literatury w Łodzi. 4 czerwca ogłosił wraz z Marcinem Polakiem, Kubą Wandachowiczem i Joanną Glinkowską, Manifest Wolnej Kultury Łodzi. Mieszka w Łodzi.

## Twórczość
- Karol Wojtyła – Jan Paweł II: podhalańska opowieść o świętym. Od historii do mitu – studium antropologiczne (praca doktorska), Avalon, Kraków 2006, ISBN 83-60448-04-3.
- Rdza (poezja), Wydawnictwo Zielona Sowa, Kraków 2007, ISBN 978-83-7435-595-7.
- Cyklist (proza poetycka), Wydawnictwo Kwadratura, Łódź 2009, ISBN 978-83-61680-16-1.
- Pasja (poezja), Wydawnictwo Wojewódzkiej Biblioteki Publicznej i Centrum Animacji Kultury, Poznań 2011, ISBN 978-83-60746-99-8.
- Miasto do zjedzenia (poezja), Instytut Mikołowski, Mikołów 2013, ISBN 978-83-60949-23-8.
- Baśnie Eliany (książka dla dzieci), Dom Literatury w Łodzi, Łódź 2015, ISBN 978-83-62733-33-0.
- Stojąc na jednej nodze (poezja), Dom Literatury w Łodzi, Łódź 2016, ISBN 978-83-62733-37-8.
- Jarzmo: zapiski z badań na pograniczu poezji (poezja), Biuro Literackie, Stronie Śląskie 2017, ISBN 978-83-65125-62-0.
- Ekoton (poezja), Wydawnictwo Wojewódzkiej Biblioteki Publicznej i Centrum Animacji Kultury, Poznań 2019, ISBN 978-83-65772-55-8.